# Добронравов, Виктор Фёдорович
Ви́ктор Фёдорович Добронра́вов (род. 8 марта 1983, Таганрог, Ростовская область, СССР) — российский актёр театра, кино, телевидения, озвучивания и дубляжа, певец и музыкант. Заслуженный артист Российской Федерации (2018). Лидер музыкальной группы «Ковёр-квартет».
Сын актёра, народного артиста Российской Федерации Фёдора Добронравова.

## Биография
Виктор Добронравов родился 8 марта 1983 года в городе Таганроге Ростовской области. Отец — актёр Фёдор Викторович Добронравов (c 2003 года — актёр Московского академического театра сатиры). Мать — Ирина Добронравова, работала воспитателем в детском саду. Младший брат — актёр Иван Добронравов.
В 1990 году семья Добронравовых, жившая тогда в Воронеже, переехала в Москву, куда начинающего актёра Фёдора Добронравова пригласил Константин Аркадьевич Райкин для службы в труппе Государственного театра «Сатирикон».
В 2000 году, сразу после окончания московской средней школы, Виктор поступил в Высшее театральное училище имени Б. В. Щукина в Москве, которое окончил в 2004 году уже как Театральный институт имени Бориса Щукина (художественный руководитель курса — Евгений Владимирович Князев).
В 2004 году был приглашён художественным руководителем Михаилом Александровичем Ульяновым в труппу Государственного академического театра имени Евгения Вахтангова в Москве, где служит по настоящее время. Является ведущим артистом среднего поколения вахтанговцев. Ему поручают центральные роли в своих спектаклях режиссёры Римас Туминас, Юрий Бутусов, Владимир Иванов и Анжелика Холина.
Играл главную роль в детском мюзикле «Эники-Беники» «Класс-центра музыкально-драматического искусства» Сергея Казарновского, также играет в Театральном центре «На Страстном».
В 2009 году стал победителем телекастинга «Найди Чудовище» и получил главную мужскую роль в мюзикле «Красавица и Чудовище» компании «Стейдж Энтертейнмент» («Stage Entertainment Russia»), премьера которого состоялась 15 декабря 2009 года.
Виктор регулярно снимается в кино и сериалах. Среди его последних проектов: «Пальма», «Чемпион мира», «Ёлки 8» и «Инспектор Гаврилов». Время от времени выступает актёром озвучания. Например, он озвучил Джокера в фильме «Лига справедливости Зака Снайдера». В начале июня 2022 года в российский прокат вышла анимационная комедия «Кощей. Похититель невест», в которой Добронравов озвучил главного героя Кощея.

### Личная жизнь
Виктор Добронравов женат с 23 марта 2010 года. 
- Супруга — Александра Торгушникова (род. 1987)[6], окончила Гуманитарный институт телевидения и радиовещания имени М. А. Литовчина (ГИТР), по образованию кинооператор, но является фотографом, делает снимки для Театра имени Евгения Вахтангова. Виктор и Александра учились в одной школе.
- Дочери — Варвара (род. 17 декабря 2010)[5][6] и Василиса (род. 31 мая 2016).

## Санкции
7 января 2023 года, на фоне вторжения России на Украину, Добронравов был внесён в санкционный список Украины лиц, «которые публично призывают к агрессивной войне, оправдывают и признают законной вооружённую агрессию РФ против Украины, временную оккупацию территории Украины».

## Творчество

### Роли в театре

#### Дипломные спектакли
1. 2004 — «Парижская жизнь» по одноимённой оперетте Жака Оффенбаха (реж. Михаил Борисов)[2]
2. 2004 — «Кони привередливые» по мотивам рассказов Василия Шукшина (реж. Родион Овчинников)[2]

#### Государственный академический театр имени Евгения Вахтангова(Москва)
1. 2004 — «Али-Баба и сорок разбойников» по мотивам одноимённой персидской сказки (реж. Александр Горбань, Вячеслав Шалевич) — Юсуф
2. 2004 — «Пиковая дама» по одноимённой повести А. С. Пушкина (реж. Пётр Фоменко; премьера — 7 марта 1996 года) — 1-й гость / молодой архиерей / камердинер / швейцар / слуга
3. 2004 — «За двумя зайцами…» по одноимённой пьесе Михаила Старицкого (реж. Александр Горбань; премьера — 28 октября 1997 года) — Степан, кузнец, жених Гали / Свирид Петрович Голохвастов, цирюльник
4. 2004 — «Амфитрион» по одноимённой пьесе Ж.-Б. Мольера (реж. Владимир Мирзоев) — Ночь
5. 2004 — «Сирано де Бержерак» по одноимённой пьесе Эдмона Ростана (реж. Владимир Мирзоев; премьера — 28 февраля 2001 года) — Линьер
6. 2004 — «Чайка» по одноимённой пьесе А. П. Чехова (реж. Павел Сафонов; премьера — 3 мая 2002 года) — Семён Семёнович Медведенко, учитель
7. 2004 — «Царская охота» по одноимённой пьесе Леонида Зорина (реж. Владимир Иванов; премьера — 3 ноября 2002 года) — Белоглазов, молодой дворянин
8. 2004 — «Мадемуазель Нитуш» по одноимённой оперетте Флоримона Эрве (реж. Владимир Иванов) — Селестен, он же Флоридор
9. 2005 — «Чулимск прошлым летом» по пьесе «Прошлым летом в Чулимске» Александра Вампилова (реж. Дмитрий Петрунь; премьера — 9 марта 2005 года) — Пашка, сын буфетчицы Анны Васильевны Хороших
10. 2006 — «Собака на сене» по одноимённой пьесе Лопе де Вега (реж. Юрий Шлыков) — Теодоро, секретарь графини де Бельфлор (Дианы)
11. 2007 — «Правдивейшая легенда одного квартала» по повести «Квартал Тортилья-флэт» Джона Стейнбека (реж. Владимир Иванов; премьера — 20 ноября 2007 года) — Пилон
12. 2008 — «Берег женщин», хореографическая композиция по мотивам песен Марлен Дитрих (реж. Анжелика Холина; премьера — 22 августа 2008 года) — Кремовое танго
13. 2008 — «Троил и Крессида» по одноимённой пьесе Уильяма Шекспира (реж. Римас Туминас; премьера — 6 ноября 2008 года) — Ахилл, греческий вождь
14. 2010 — «Маскарад» по одноимённой пьесе М. Ю. Лермонтова (реж. Римас Туминас) — слуга, человек зимы
15. 2010 — «Мера за меру» по одноимённой пьесе Уильяма Шекспира (реж. Юрий Бутусов) — Судья, друг Эскала / Бернардин, арестант / гонец
16. 2012 — «Анна Каренина», хореографический спектакль по мотивам одноимённого романа Льва Толстого (режиссёр-хореограф — Анжелика Холина; премьера — 28 апреля 2012 года) — Константин Дмитриевич Лёвин
17. 2013 — «Евгений Онегин» по одноимённому роману в стихах А. С. Пушкина (реж. Римас Туминас; премьера — 13 февраля 2013 года) — Евгений Онегин
18. 2013 — «Отелло», хореографический спектакль по одноимённой пьесе Уильяма Шекспира (реж. Анжелика Холина) — Яго, хорунжий Отелло
19. 2014 — «Улыбнись нам, Господи» по романам «Улыбнись нам, Господи» и «Козлёнок за два гроша» Григория Кановича (реж. Римас Туминас; премьера — 7 марта 2014 года) — Хлойне-Генех
20. 2015 — «Бег» по одноимённой пьесе Михаила Булгакова (реж. Юрий Бутусов; премьера — 11 апреля 2015 года) — Роман Валерьянович Хлудов, генерал-лейтенант / город
21. 2016 — «Царь Эдип» по одноимённой трагедии Софокла (реж. Римас Туминас; премьера — 12 ноября 2016 года) — Эдип, царь Фив
22. 2021 — «Вахтангов. Путь к Турандот», аудиоспектакль-променад (реж. Владимир Бельдиян) — Леонид Волков
23. 2021 — «Король Лир» по одноимённой пьесе Уильяма Шекспира (реж. Юрий Бутусов; премьера — 27 февраля 2021 года) — граф Глостер
24. 2021 — «Война и мир» по мотивам одноимённого романа Льва Толстого (реж. Римас Туминас; премьера — 8 ноября 2021 года) — Андрей Николаевич Болконский, князь, сын князя Николая Андреевича Болконского
25. 2023 — «Амадей», сценическая версия Сергея Плотова (реж. Анатолий Шульев; премьера – 7 марта 2023 года) — Вольфганг Амадей Моцарт

#### Театральный центр «На Страстном» (Москва)
1. 2005 — «Эти свободные бабочки» по одноимённой пьесе Леонарда Герша (реж. Александр Устюгов) — Дональд Бейкер

#### Театральное агентство «Арт-Партнёр XXI»
1. 2005 — «Приворотное зелье» по мотивам пьесы Никколо Макиавелли «Мандрагора» (реж. Константин Богомолов) — Каллимако

#### «Стейдж Энтертейнмент» («Stage Entertainment Russia»)
1. 2009—2010 — «Красавица и Чудовище» по одноимённому мюзиклу Алана Менкена (реж. Анна Шевчук) — Чудовище

#### Театральная компания «Маскарад»
1. 2010—2011 — «Обыкновенное чудо», мюзикл по одноимённой пьесе Евгения Шварца (реж. Иван Поповски) — министр-администратор

#### «Театр Терезы Дуровой» («Театриум на Серпуховке»)(Москва)
1. 2011 — «Всё о мужчинах», современная комедия о жизни мужчин по пьесе Миро Гаврана (реж. Яков Ломкин) — Дмитрий Жойдик
2. 2012—2013 — «Я — Эдмон Дантес» по мотивам романа Александра Дюма «Граф Монте-Кристо» (реж. Егор Дружинин) — Эдмон Дантес, молодой Данглар, Эжени Данглар
3. 2012—2013 — «Мата Хари: любовь и шпионаж» (реж. Егор Дружинин) — неизвестный

#### Продюсерский центр «Фёдор Добронравов»
1. 2017 — «Чудики» по мотивам рассказов Василия Шукшина (реж. Александр Назаров)

#### Проект «Активный гражданин» (Москва)
1. 2019 — «Москва! Я люблю тебя!», мюзикл (реж. Алексей Франдетти) — Лёша

### Фильмография

#### Актёрские работы
1. 2001 — Московские окна — Котик
2. 2003 — Антикиллер 2. Антитеррор — эпизод
3. 2004 — Кодекс чести 2 — Коля Титков, младший лейтенант
4. 2005 — 2006 — Не родись красивой — Фёдор Михайлович Коротков, курьер «Зималетто», парень Марии Тропинкиной
5. 2006 — Всё смешалось в доме — Алекс / Алексей Бобов
6. 2006 — Национальное достояние — Борис Кобзев
7. 2006 — Угон — эпизод
8. 2007 — Всё возможно — Влад, директор отдела продаж
9. 2007 — 2013 — Человек в кадре — камео
10. 2008 — 2010 — Преступление будет раскрыто — Юрий Рысс, следователь
11. 2008 — Чемпион — Александр Жигулёв, футболист-нападающий
12. 2009 — Операция «Праведник» — Гриша
13. 2010 — Сваты 4 — милиционер, арестовавший Ивана Будько
14. 2010 — О чём говорят мужчины — официант в ресторане на Ордынке
15. 2010 — Голоса (серия № 12) — Вячеслав Медник
16. 2011 — А счастье где-то рядом — Андрей Коваль, отец-одиночка
17. 2011 — Карамель — Сергей Головин, троюродный брат Андрея
18. 2011 — Интерны (серия № 126) — Терёхин, пациент
19. 2011 — Ялта-45 — Кавун, бывший уголовник, бандит-диверсант
20. 2012 — Большая ржака — Пётр, провинциальный гомосексуалист
21. 2012 — Чкалов — Александр Васильевич Беляков, лётчик, штурман
22. 2012 — 2013 — Как выйти замуж за миллионера — Петя Безруков, автомеханик
23. 2012 — Военный госпиталь — Григорий
24. 2013 — Братья по обмену — Тимофей Егоров, киллер
25. 2013 — Оттепель — Пётр, старый друг Виктора Хрусталёва
26. 2013 — Горюнов — Фома Андреевич Зверев, капитан 3-го ранга, штурман АПЛ К-333 «Рысь», муж Дарьи Петровской
27. 2013 — Экскурсантка (Литва, Россия) — Митя, военный лётчик
28. 2013 — Тариф на прошлое — Шурик, друг Виталия Шестакова
29. 2013 — Зеркала — Константин Болеславович Родзевич
30. 2014 — Мама Люба — Макс
31. 2014 — Обними меня — Виктор Демидов, капитан полиции
32. 2014 — Отмена всех ограничений — Сева Кашеваров, старший лейтенант полиции
33. 2014 — Чао, Федерико! — Андрей
34. 2014 — Трюкач — Сева Митрохин
35. 2016 — Так поступает женщина — Игорь, муж Веры, бизнесмен
36. 2016 — Кинотавр Shorts —
37. 2016 — Ну, здравствуй, Оксана Соколова! (короткометражный) — Илья «Наган» Попов, диджей на радио
38. 2017 — Мамочки (с серии № 49) — Виктор, бывший возлюбленный Ани
39. 2017 — Фамильные ценности — Алексей
40. 2017 — Актриса — Сергей Владимирович Тихий, актёр
41. 2017 — Девушка с косой — Евгений, сын Николая, муж Оксаны, отец Пашки
42. 2017 — Деньги — Константин Громов (в молодости)
43. 2017 — Ладонь (короткометражный) — Игорь
44. 2018 — Ангел-хранитель — Фёдор Кондратьев[9]
45. 2018 — Света с того света (серия № 8) — Олег, бывший заключённый
46. 2018 — По ту сторону смерти (серии № 1-4 «Быстров») — Алексей Владимирович Быстров
47. 2018 — Четвёртая смена — Левченко
48. 2018 — Рубеж — Борис Грачёв, майор медицинской службы, военный врач
49. 2018 — Т-34 — Степан Савельевич Василёнок, сержант, механик-водитель
50. 2018 — Чужая кровь — Борис Горбатов
51. 2018 — Солдатик — Кузнецов, командир
52. 2019 — Шифр — Дмитрий Степанович Иволгин, поэт
53. 2019 — Империя зла —
54. 2019 — Адаптация — Алексей Вьюгов, владелец сети магазинов бытовой техники
55. 2020 — Огонь — Пётр Иванович Величук, огнеборец
56. 2020 — Стрельцов — Вячеслав Артёмов, советский футболист, нападающий
57. 2020 — От печали до радости — Ромка Трифонов, сын Надежды и Владимира
58. 2020 — Пальма — Вячеслав Юрьевич Лазарев, пилот, командир воздушного судна
59. 2020 — Грозный — Фёдор Алексеевич Басманов, опричный воевода
60. 2020 — Всё очень серьёзно / Tout est très sérieux (короткометражный) — босс
61. 2020 — Бомба — Кирилл Муромцев, физик-ядерщик, муж Анны Галеевой
62. 2021 — Обитель — Серж Мезерницкий, заключённый Соловецкого лагеря особого назначения, белогвардеец
63. 2021 — Чемпион мира — Сергей Максимов, сотрудник КГБ в команде Анатолия Карпова
64. 2021 — Сваты 7 — Иван Будько (в молодости)
65. 2021 — Герой 115 — генерал Иван Павлович Рослый
66. 2021 — Счастливый билет (короткометражка) — Виталя
67. 2021 — Ёлки 8 — отец Глаши
68. 2022 — Цыплёнок жареный — Глеб Саввич Кумов, начальник отдела ЧК
69. 2022 — Художник — Михаил Евгеньевич Рудаков, капитан госбезопасности
70. 2022 — Технарь — Семён
71. 2022 — Неведомое — Итан Блэйк
72. 2022 — Одна — Князев
73. 2022 — Война и мир — Андрей Болконский
74. 2022 — Меньшее зло — Павел
75. 2022 — Мой длинноногий деда — Альберт
76. 2022 — Последователи — Андрей
77. 2022 — Французский мастер — Вадим Баринов, брат Катерины
78. 2023 — Сквозь время — Итан Блэйк
79. 2024 — Инспектор Гаврилов — Саша Медный
80. 2024 — Онегин — Евгений Онегин
81. 2024 — Пальма 2 — Вячеслав Лазарев, пилот
82. 2025 — Екатерина Великая — Алексей Орлов
83. 2025 — Этерна — Эгмонт Окделл, отец Ричарда и Айрис
84. 2025 — Кракен — Александр Воронин

##### Телеспектакли
1. 1999 — Багдадский вор
2. 2012 — Берег женщин — Кремовое танго
3. 2012 — Троил и Крессида — Ахилл, греческий вождь
4. 2013 — Евгений Онегин — Евгений Онегин (молодой)
5. 2014 — Улыбнись нам, Господи (фильм-спектакль) — Хлойне-Генех

#### Продюсерские работы
1. 2020 — От печали до радости

#### Дубляж

##### Фильмы
1. 2009 — Бесславные ублюдки — сержант Донни Доновитц (Элай Рот)[10]
2. 2009 — Бросок кобры — Рипкорд (Марлон Уэйанс)[10]

##### Мультфильмы
1. 1996 — Горбун из Нотр-Дама — Квазимодо[11]
2. 2014 — Книга жизни — Маноло Санчес[10]
3. 2018 — Смолфут — Миго[12]
4. 2019 — Стражи Арктики — Свифти[13]

#### Озвучивание
1. 2006 — Колобок — Лис
2. 2022 — Кощей. Похититель невест — Кощей Бессмертный[14]

### Музыкальная деятельность (группа «Ковер-Квартет»)
Музыкальная группа «Ковер-Квартет» создана Виктором Добронравовым 24 апреля 2018 года в Арт-кафе Государственного академического театра имени Евгения Вахтангова в Москве. Квартет состоит из музыкантов и актёров, которые играют в разных стилях (джаз, соул, фанк), исполняет кавер-версии известных зарубежных хитов (Майкл Бубле, Рэй Чарльз, Джейми Каллум, Radiohead и Queen).
Состав группы «Ковер-Квартет»:
1. Виктор Добронравов (вокал),
2. Михаил Шкловский (бас-гитара) — артист театра «РАМТ»,
3. Дмитрий Волков (кахон, перкуссия) — артист театра «Ленком»,
4. Михаил Спасибо (клавишные),
5. Павел Сураев-Королёв (гитара).

## Признание заслуг

### Государственные награды
- 2018 — почётное звание «Заслуженный артист Российской Федерации» (21 августа 2018 года)[1].

#### Ведомственные награды
- 2021 — медаль «Памяти героев Отечества» Министерства обороны Российской Федерации (29 декабря 2021 года) — за роль генерала Ивана Павловича Рослого в историческом художественном фильме «Герой 115»

### Общественные награды и премии
1. 2014 — лауреат премии газеты «Московский комсомолец» в категории «Начинающие» в номинации «Лучшая мужская роль второго плана» — за роль Хлойне-Генех в спектакле «Улыбнись нам, Господи».
2. 2014 — лауреат VII ежегодной театральной премии «Звезда Театрала» в номинации «Лучшая мужская роль второго плана» — за роль Хлойне-Генех в спектакле «Улыбнись нам, Господи».
3. 2016 — номинант российской национальной премии «Золотая маска» в конкурсе спектаклей драматического театра (спектакль большой формы) в номинации «Лучшая мужская роль» — за роль Хлудова в спектакле «Бег».
4. 2017 — лауреат премии газеты «Московский комсомолец» в категории «Начинающие» в номинации «Лучшая мужская роль» — за роль Эдипа в спектакле «Царь Эдип».
5. 2017 — лауреат премии города Москвы в области литературы и искусства в номинации «Театральное искусство» — за роль Хлудова в спектакле «Бег».
6. 2020 — номинант российской национальной кинопремии «Золотой орёл» за фильм «Т-34» в категории «Лучший актёр второго плана».
7. 2021 — номинант II ежегодного международного кинофестиваля «Leonid Khromov International Film Festival» за фильм «Счастливый билет» в категории «Лучшая комедийная короткометражка»[15].
8. 2022 — номинант III ежегодного международного кинофестиваля «Leonid Khromov International Film Festival» за фильм «Фортануло» в категории «Лучший актёр в короткометражном фильме».